# Ippolit Bogdanovitj
Ippolit Fjodorovitj Bogdanovitj (ryska: Ипполит Фёдорович Богданович), född 3 januari 1744 (gamla stilen: 23 december 1743) i Perevolotjna, guvernementet Kiev, död 18 januari (gamla stilen: 6 januari) 1803 i Kursk, var en rysk skald. Han var farbror till Modest Bogdanovitj.
Bognanovitj, som var president i riksarkivet, författade bland annat den komiska hjältedikten Dusjenka (1775), en fri och spirituell efterbildning av Jean de La Fontaines "Psyche". På Katarina II:s uppmaning utgav han en värdefull "Samling av ryska ordspråk" (1785). Hans samlade arbeten utkom i Moskva 1809–10.